# 阔基鳞毛蕨
阔基鳞毛蕨（学名：Dryopteris latibasis），为鳞毛蕨科鳞毛蕨属下的一个植物种。